# Amica Chips-Tacconi Sport
El Amica Chips-Tacconi Sport va ser un equip ciclista professional italià que competí entre el 1996 i 2000.
L'equip es va fundar a partir de capital suís i italià amb el nom d'Ideal-Aster Lichy. El 2000 va patir una l'escissió creant-se el Costa de Almería com a equip independent. A final de temporada es va fusionar amb el Vini Caldirola i va desapearèixer.
No s'ha de confondre amb l'equip de sanmarinès Amica Chips-Knauf.

## Principals triomfs
- 1998
  - Giro del Friül (Francesco Arazzi)
  - Giro del Mendrisiotto (Felice Puttini)
  - Gran Premi de la Indústria i el Comerç de Prato (Felice Puttini)
- 1999
  - Una etapa a la Volta a Espanya (Viatxeslav Iekímov)
  - Una etapa a la Volta a Suïssa (Viatxeslav Iekímov)
  - Una etapa a la Volta a Astúries (Fabio Roscioli)
- 2000
  - Giro del Mendrisiotto (Felice Puttini)

## Principals ciclistes
- Claudio Chiappucci (1998-1999)
- Viatxeslav Iekímov (1999)
- Ievgueni Berzin (1999)
- Pietro Caucchioli (1999-2000)
- Ivan Basso (2000)

## Classificacions UCI
La següent classificació estableix la posició de l'equip en finalitzar la temporada.
| Temporada | Classificació per equips | Millor ciclista en la classificació individual |
| --------- | ------------------------ | ---------------------------------------------- |
| 1996      | 45è                      | Angelo Citracca (204è)                         |
| 1997      | 38è                      | Roberto Caruso (116è)                          |
| 1998      | 25è                      | Felice Puttini (78è)                           |
| 1999      | 6è (GSII)                | Felice Puttini (141è)                          |
| 2000      | 7è (GSII)                | Filippo Simeoni (115è)                         |